# Grace Kelly
Grace Kelly (født 12. november 1929, død 14. september 1982) var en amerikansk skuespiller, der blev fyrstinde af Monaco gennem sit ægteskab med med fyrst Rainier 3. af Monaco i 1956.

## Biografi
Grace Kelly er født i Philadelphia i den amerikanske delstat Pennsylvania. Hendes fulde navn inden hun via sit ægteskab med Fyrst Rainier blev til Fyrstinde Grace af Monaco, var Grace Patricia Kelly. Hendes rødder stammer tilbage fra irske indvandrere på hendes far John B. Kelly Sr.'s side og tyske immigranter på moderen Margaret Katherine Majer Kellys side. Kellys far, John B. Kelly Sr. og hendes bror, John B. Kelly Jr., var begge olympiske roere og medaljevindere.
Grace Kelly vandt en Oscar for bedste kvindelige hovedrolle i 1954 for sin medvirken i filmen The Country Girl. Hun trak sig tilbage som skuespiller, da hun i 1956 giftede sig med fyrst Rainier 3. af Monaco og dermed blev fyrstinde af Monaco. Parret fik blandt andet sønnen Albert 2. af Monaco, der senere blev fyrste af Monaco.
Fyrstinde Grace døde den 14. september 1982, da hun fik en mindre hjerneblødning og kørte ud over en bjergskrænt lige uden for Monaco. Sammen med hende i bilen var datteren, prinsesse Stephanie, der overlevede med mindre skader. Grace Kelly lå i respirator i flere dage, hvorefter hendes mand, fyrst Rainier, gav tilladelse til at slukke for respiratoren.

## Filmografi
| År   | Titel                          | Rolle               | Bemærkninger   | Referencer    |
| ---- | ------------------------------ | ------------------- | -------------- | ------------- |
| 1951 | Fjorten Timer                  | Louise Anne Fuller  |                | [ 1 ]         |
| 1952 | Sheriffen                      | Amy Fowler Kane     |                | [ 2 ]         |
| 1953 | Mogambo                        | Linda Nordley       |                | [ 3 ]         |
| 1954 | Telefonen ringer kl. 23        | Margot Mary Wendice |                | [ 4 ]         |
| 1954 | Skjulte øjne                   | Lisa Carol Fremont  |                | [ 5 ]         |
| 1954 | Broerne ved Toko-Ri            | Nancy Brubaker      |                | [ 6 ]         |
| 1954 | Skrå brædder                   | Georgie Elgin       |                | [ 7 ]         |
| 1954 | Grøn Ild                       | Catherine Knowland  |                | [ 8 ]         |
| 1955 | Fang Tyven                     | Frances Stevens     |                | [ 9 ]         |
| 1956 | Svanen                         | Prinsesse Alexandra |                | [ 10 ]        |
| 1956 | High Society                   | Tracy Lord          |                | [ 11 ]        |
| 1956 | The Wedding in Monaco          | Sig selv            | Dokumentarfilm | [ 12 ]        |
| 1959 | Glück und Liebe in Monaco      | Sig selv            | Dokumentarfilm | [ 13 ]        |
| 1977 | The Children of Theatre Street | Fortæller           | Dokumentarfilm | [ 14 ] [ 15 ] |